# 维克托·东特
维克托·约瑟夫·奥古斯特·东特（荷蘭語：Victor Joseph Auguste D'Hondt，荷蘭語發音：[ˈvɪktɔr ˈtɔnt]；1841年11月20日—1901年5月30日），比利时律师，根特大学民法法学家。他设计并于1878年首次描述汉狄法，用于在政党名单比例代表制中为候选人分配席位，被许多国家采纳。